# Marian Sarah Ogilvie Farquharson
Marian Sarah Ogilvie Farquharson (geborene Ridley; * 2. Juli 1846 in Privet, Northamptonshire; † 20. April 1912 in Nizza) war eine britische Autorin, Botanikerin und Mikroskopistin. Sie war die Führerin einer Bewegung, die für die gleichberechtigte Wählbarkeit von Frauen in britische Gelehrtengesellschaften kämpfte. Ogilvie Farquharson wurde 1885 als erste Frau in die Royal Microscopical Society gewählt. Ihrem Einsatz ist es zu verdanken, dass 1904 die ersten Frauen in die Linnean Society of London aufgenommen wurden. Sie selbst scheiterte als einzige der vorgeschlagenen Kandidatinnen und wurde erst vier Jahre später in die Linnean Society of London gewählt.

## Leben und Wirken
Marian Sarah Ogilvie Farquharson, geborene Ridley, war die älteste Tochter von Reverend J. Nicholas Ridley aus Hollington in Hampshire. Sie wurde zu Hause ausgebildet und erhielt Unterricht in London. Die spätere Mrs. Ogilvie Farquharson interessierte sich für die einheimische Flora und veröffentlichte 1881 einen Taschenführer über britische Farne. Am 29. Oktober 1881 wurde sie Mitglied des Epping Forest and County of Essex Naturalists’ Field Club. Nach ihrer Hochzeit mit Robert F. Ogilvie Farquharson im Jahr 1883 zog sie nach Haughton bei Aberdeen. Ogilvie Farquharson wurde Mitglied des Alford Field Club and Scientific Society in Alford und der East of Scotland Union of Naturalists' Societies. 1885 wurde in der Zeitschrift der British Association for the Advancement of Science eine Arbeit über die Unterscheidungsmerkmale britischer Moose veröffentlicht. Als erste Frau wurde Ogilvie Farquharson am 8. April 1885 in die Royal Microscopical Society gewählt. Als Frau durfte sie jedoch weder an den Treffen noch an Abstimmungen der Gesellschaft teilnehmen.
Ogilvie Farquharson war Gründerin und Präsidentin der Scottish Association for Promotion of Women’s Public Work und wurde zur Führerin einer Bewegung, die sich für die gleichberechtigte Wählbarkeit von Frauen in Gelehrtengesellschaften einsetzte. Auf einer internationalen Konferenz in Paris 1890 hielt sie eine Ansprache mit dem Titel The Position of Women in Science, bei einer Ausstellung in Glasgow 1901 referierte sie über das Thema On the Past and Future Work of Women.

## Ringen um die Aufnahme in die  Linnean Society

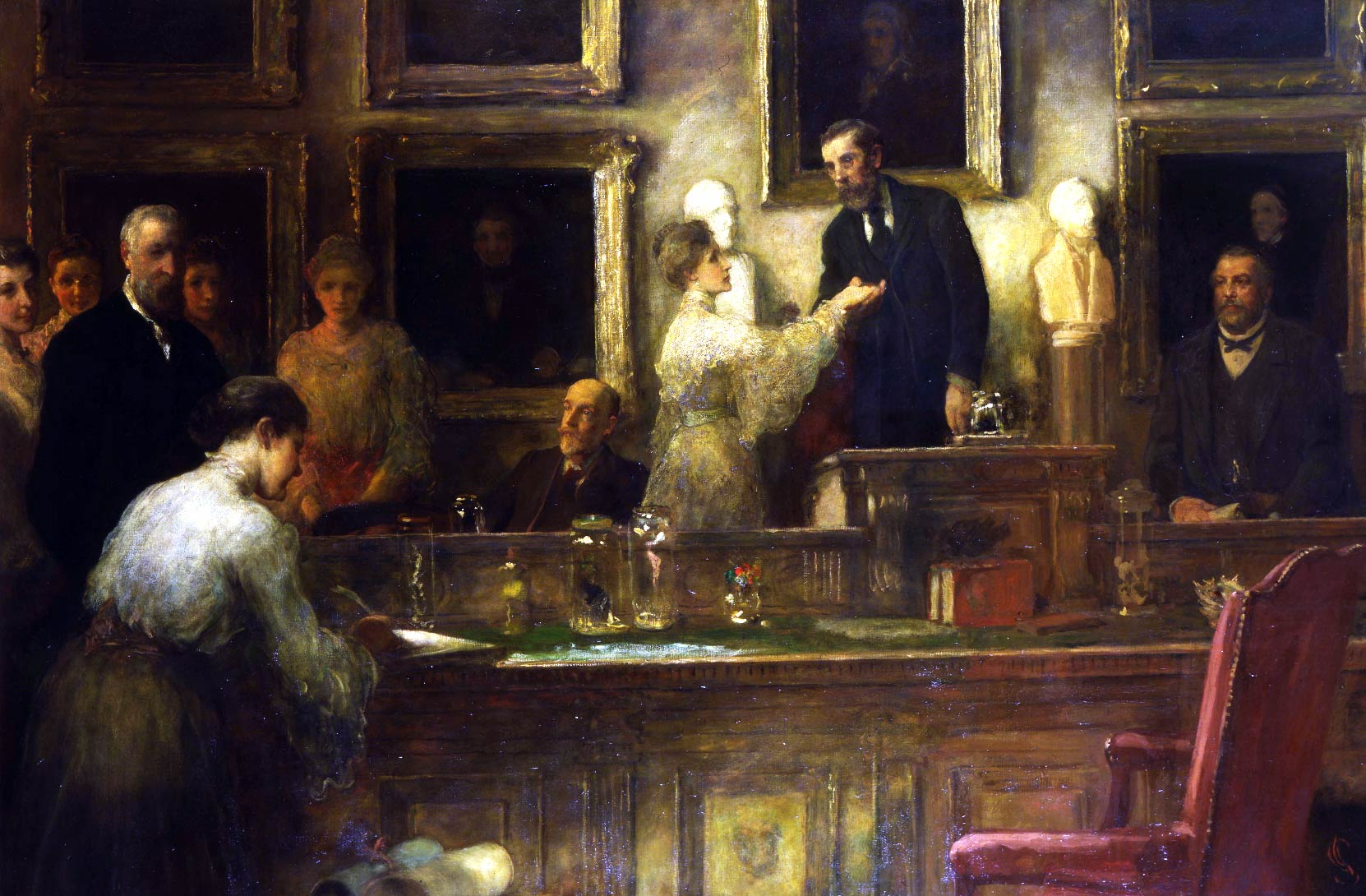
Erste Aufnahme von Frauen in die Linnean Society of London. Gemälde aus dem Jahr 1905 von James Sant (1820–1916). Lilian Jane Veley unterschreibt im Aufnahmebuch.

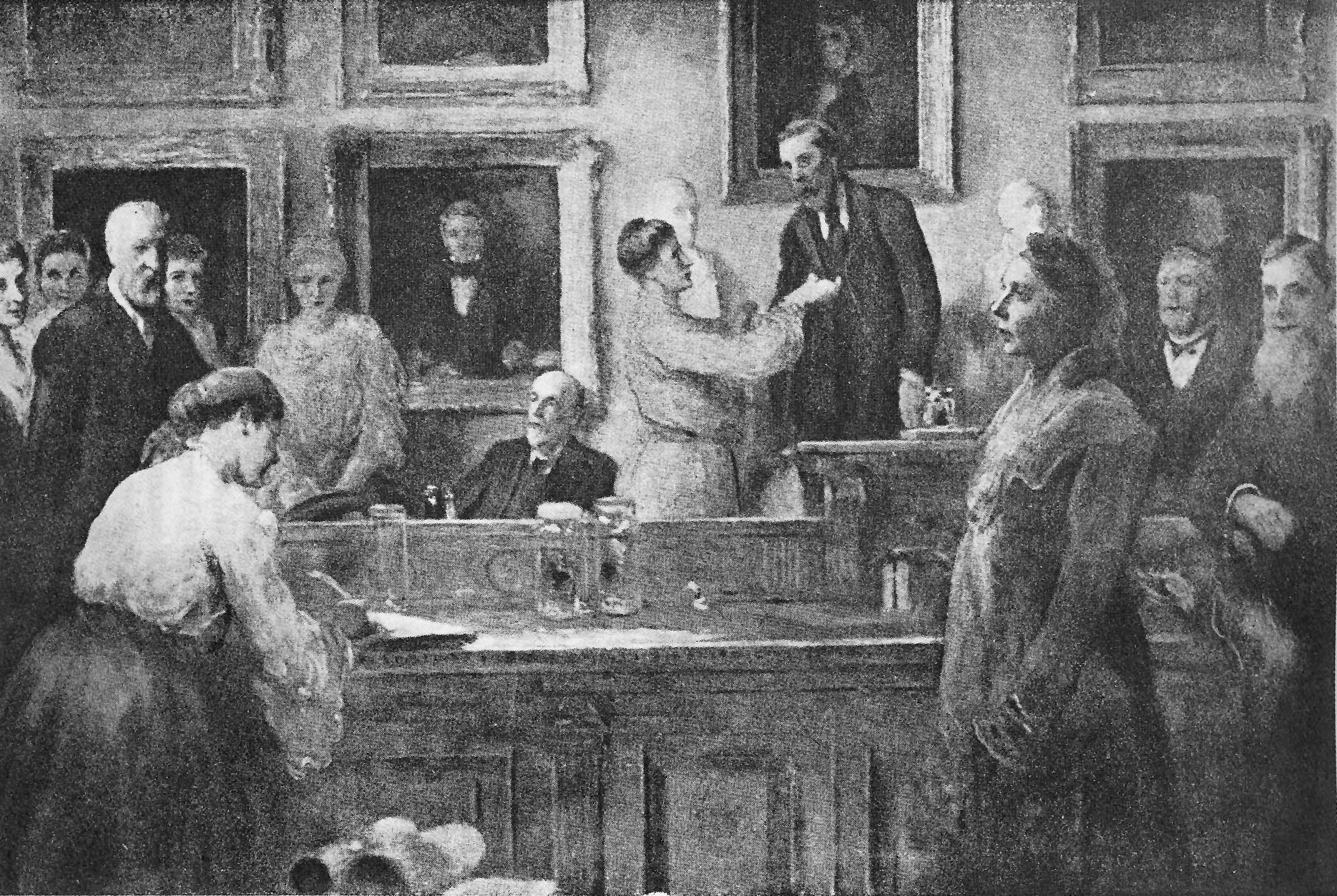
Früher Entwurf mit Mary Anne Stebbing (rechts)

In einem auf den 18. April 1900 datierten Ersuchen wandte sich Ogilvie Farquharson erstmals an den Präsidenten und den Rat der Linnean Society of London, in dem sie darum bat, dass hinreichend qualifizierte Frauen als Mitglied in die Gesellschaft gewählt werden sollten und ihnen auch die Teilnahme an den Treffen der Gesellschaft erlaubt werden müsse. Das Ersuchen wurde mit dem Hinweis zurückgewiesen, dass nur Mitglieder der Gesellschaft derartige Anträge stellen dürften. Auf dem Treffen der Gesellschaft am 7. Juni 1900 ließ sie daher ihr Anliegen durch den ehemaligen Präsidenten der Linnean Society of London John Lubbock erneut vortragen. Der Rat vertagte die Entscheidung auf das folgende Treffen am 28. Juni und stellt fest, dass man dem Antrag nicht zustimmen könne, da die Charter die Aufnahme von Frauen nicht vorsähe. Im folgenden November schrieb der Professor für Naturgeschichte am University College Cork Marcus Manuel Hartog (1851–1924) einen Brief an den Rat, in dem er sich für die Zulassung von Frauen einsetzte und darauf drang, die Interpretation der Charter in diesem Punkt klarzustellen. Der Rat beauftragte daraufhin einen Anwalt, der zu dem Schluss gelangte, dass die gegenwärtige Charter eine Aufnahme von Frauen verhindere.
Im April 1901 erneuerte Ogilvie Farquharson ihr Anliegen mit Hilfe des Ratsmitgliedes Frederick DuCane Godman und des Zoologischen Sekretärs Thomas George Bond Howes (1853–1905). Die Anfrage blieb unbeantwortet. Auf dem Ratstreffen am 7. November 1901 wurde sie mit Hilfe des Botanikprofessors und Ratsmitgliedes Joseph Reynolds Green (1848–1914) erneut vorstellig: Eine Entscheidung darüber wurde auf unbestimmte Zeit vertagt. Am 19. Dezember wiederholte Green das Ersuchen und stellte fest, dass eine beträchtliche Anzahl der Mitglieder das Anliegen unterstützen würde. Der Rat verlangte einen Nachweis für diese Behauptung Greens. Bis zum nächsten Treffen im Januar 1902 konnte Green genügend Unterstützerunterschriften vorlegen. Im März 1902 ging daraufhin an die 740 Mitglieder ein Rundschreiben mit der Frage heraus, ob man sich für oder gegen die Aufnahme von Frauen ausspräche. Von den antwortenden Mitgliedern der Linnean Society of London waren 301 für und 126 gegen eine Aufnahme von Frauen in die Gesellschaft. 313 Mitglieder antworteten nicht.
Am 15. Januar 1903 fand unter der Leitung des Schatzmeisters Frank Crisp (1843–1919), der den erkrankten Präsidenten Sydney Howard Vines (1849–1934) vertrat, ein außerordentliches Treffen statt, um über Zusätze und Änderungen der aktuellen Charter zu beraten. Darunter befand sich der Zusatz „ohne Unterschied des Geschlechts“, über den gesondert abgestimmt wurde. 54 Mitglieder votierten für diesen Zusatz, 17 stimmten dagegen. Ende 1903 wurde das Bittgesuch für die Änderungen eingereicht. Die neue Charter wurde schließlich am 8. April 1904 gewährt. Mit der Annahme der darauf aufbauenden neuen Satzung am 3. November 1904 war der Weg frei für die Aufnahme von Frauen in die Linnean Society of London.
Am 17. November 1904 wurden, neben einigen Männern, folgende 16 Frauen zur Aufnahme in die Linnean Society of London vorgeschlagen:
- Her Grace Mary du Caurroy Russell, Duchess of Bedford (1865–1937)
- Miss Margaret Benson
- Mrs. Catherine Crisp, Ehefrau des Schatzmeisters
- Miss Alice Laura Embleton
- Mrs. Grace Coleridge Frankland, F.R.M.S., geb. Toynbee (1858–1946)
- Mrs. Maria Matilda Ogilvie Gordon (1864–1939)
- Miss Gulielma Lister (1860–1949)
- Miss Ethel Sargant (1863–1918)
- Miss Sarah Marianne Silver (verheiratete Sinclair)
- Mrs. Constance Percy Sladen, Witwe des früheren zoologischen Sekretärs
- Miss Annie Lorrain Smith (1854–1937)
- Mrs. Mary Anne Stebbing (1845–1927), Ehefrau des zoologischen Sekretärs
- Miss Emma Louisa Turner (1866–1940)
- Mrs. Lilian Jane Veley (* 1861)
- Miss Ellen Ann Willmott
- Mrs. Marian Sarah Ogilvie Farquharson, F.R.M.S.

Mit Ausnahme von Ogilvie Farquharson wurden alle vorgeschlagenen Frauen am 15. Dezember 1904 gewählt und trugen sich am 19. Januar 1905 in das Aufnahmebuch der Linnean Society of London ein.
Ogilvie Farquharson wurde am 6. Februar 1908 erneut zur Aufnahme in die Linnean Society of London vorgeschlagen und am 5. März 1908 schließlich gewählt.

## Schriften (Auswahl)
- Marian S. Ridley: A Pocket Guide to British Ferns. David Bogue, London 1881 (online).

## Nachweise